# Criodion tomentosum
Criodion tomentosum là một loài bọ cánh cứng trong họ Cerambycidae.